# Редстоунский арсенал
Редстоунский арсенал (Арсенал «Рэдстоун») — военная база Армии США и статистически обособленная местность (СОМ) расположенная рядом с городом Хантсвилл в округе Мэдисон штата Алабама, США. Первичными эксплуатирующими организациями являются Авиационно-ракетное командование Армии США (AMCOM) и Космический центр Маршалла НАСА. В Редстоунской СОМ, по данным переписи населения 2000 года, проживает 2365 человек.

## География
Редстоунский арсенал располагается в 34°41′03″ с. ш. 86°39′15″ з. д.. По данным Бюро переписи населения США, Редстоунская СОМ имеет общую площадь в 20,4 км².
Редстоунский арсенал содержит обширные водно-болотные угодья, связаны с рекой Теннесси и несколько местных источников, большинство из которых находится в ведении Национального заповедника Уиллера (en:Wheeler National Wildlife Refuge).